# Rivisondoli
Rivisondoli – miejscowość i gmina we Włoszech, w regionie Abruzja, w prowincji L’Aquila.
Według danych na rok 2004 gminę zamieszkiwało 686 osób, a gęstość zaludnienia wynosiła 22,1 os./km².